# Haplocosmia himalayana
Haplocosmia himalayana is een spinnensoort uit de familie van de vogelspinnen (Theraphosidae).
De wetenschappelijke naam van de soort werd in 1899 als Selenocosmia himalayana gepubliceerd door Reginald Innes Pocock.